# Adolf Borchers
Adolf Borchers (10. februar 1913 – 9. februar 1996) var en tysker, der gjorde tjeneste under 2. verdenskrig i Luftwaffe med kampfly og modtog blandt andet Jernkorsets Ridderkors.
Han var født i Wendhausen nær Lüneburg. Han meldte sig ind i Legion Condor i slutningen af 1938 og blev underofficer i den spanske borgerkrig.
Efter anden verdenskrig startede han og hans kone, Christl Cranz, en skiskole som de drev til hun døde i 1987.